# Storlandet, Korpo
Storlandet är en ö i Korpo, 14 km söder om Korpoström på Kyrklandet. En del av ön tillhör Skärgårdshavets nationalpark
Storlandet ligger i Skärgårdshavet och i kommunen Pargas i den ekonomiska regionen  Åboland i landskapet Egentliga Finland, i den sydvästra delen av landet. Ön ligger 3,5 km norr om Aspö, avskilt med Norrfjärden, och 8,5 km nordväst om Nötö i Nagu, på andra sidan Nötöfjärden. Korpo kyrkby ligger 20 km norrut, bortom Jungfruharufjärden och Barskärsfjärden. Avståndet till Åbo i nordost är 63 km, till Helsingfors i öster 190 km.
En del av ön, liksom de mindre Korskläpparna och Lammkläppen strax västerut och Moringskär strax österut, och en del andra närliggande småkobbar, ingår i Skärgårdshavets nationalpark.
Öns area är 38,4 hektar och dess största längd är 0,9 kilometer i sydväst-nordöstlig riktning. Ön höjer sig omkring 20 meter över havsytan.